# Sturle Holseter
Sturle Holseter (né le 9 avril 1976) est un sauteur à ski norvégien, né à Vikersund (Norvège).

## Palmarès

### Championnats du monde
| Épreuve / Édition | Trondheim 1997 |
| Petit Tremplin    | 15e            |

### Coupe du monde
- Meilleur classement final: 22e en 1997.
- Meilleur résultat: 2e.